# Ljudmila Ivanovna Csernih
Ljudmila Ivanovna Csernih (ukránul: Людмила Іванівна Черних, oroszul: Людмила Ивановна Черных; Suja, 1935. június 13. – 2017. július 28.) orosz származású szovjet, majd ukrán csillagász, fő szakterülete a Naprendszer kisbolygóinak megfigyelése és mérése.

## Pályafutása
Oroszország Ivanovói területén, Suja városában született.  Az Irkutszki Állami Pedagógiai Főiskolán tanult matematika–fizika szakon, melyet 1959-ben fejezett be. Ezt követően 1963-ig az irkutszki Össz-szövetségi Rádiótechnikai és Műszaki-fizikai Mérőintézet Idő- és Frekvencia Laboratóriumában dolgozott, ahol csillagászati megfigyelésekkel foglalkozott. 1964–1998 között a Szovjet Tudományos Akadémia (1991-től Orosz Tudományos Akadémia) Leningrádi Elméleti Csillagászati Intézetének munkatársaként a Krími Asztrofizikai Obszervatóriumban dolgozott. 1998-tól az Ukrán Nemzeti Tudományos Akadémiához tartozó krími obszervatórium tudományos főmunkatársa. Az obszervatórium kisbolygó-megfigyelési programjának kidolgozója és megszervezője.
Férje és munkatársa a szintén csillagász Nyikolaj Csernih, akivel a irkutszki tanulmányai során ismerkedett meg.
Összesen 268 kisbolygót fedezett fel. Az Antonín Mrkos cseh csillagász által 1979-ben felfedezett 2325 Chernykh kisbolygót a Csernih házaspár tiszteletére nevezték el.
Munkássága elismeréseként a Szovjetunió Tudományos Akadémiájának Csillagászati Tanácsa háromszor  tüntette ki (1975-ben, 1979-ben és 1982-ben) az „Új csillagászati objektumok felfedezéséért” érdeméremmel. 1984-ben a Bolgár Tudományos Akadémia érdemrendjét kapta meg. 2004-ben az Ukrán Nemzeti Tudományos Akadémia Fedorov-díjával tüntették ki.